# Исикори-домэ но микото
Исикори-домэ но микото (яп. 石凝姥命, также 伊斯許理度売命) — в синтоизме ками, божество, создательница зеркал. Согласно кодзики создала изящное зеркало Ята но Кагами, которое помогло выманить из пещеры Ама-но Ивато богиню солнца Аматэрасу, и вернуть свет миру. В связи с этим достижением, Исикори-домэ но микото поклоняются создатели зеркал и каменщики.